# Alliance Premier League 1981-1982
L'Alliance Premier League 1981-1982 è stata la 3ª edizione del campionato inglese di calcio di quinta divisione.

## Squadre partecipanti
| Squadra                | Città                | Stagione precedente                                                               |
| ---------------------- | -------------------- | --------------------------------------------------------------------------------- |
| Altrincham             | Altrincham           | 1º posto in Alliance Premier League (non eletto in Football League)               |
| Barnet                 | Londra (High Barnet) | 17º posto in Alliance Premier League                                              |
| Barrow                 | Barrow-in-Furness    | 9º posto in Alliance Premier League                                               |
| Bath City              | Bath                 | 6º posto in Alliance Premier League                                               |
| Boston United          | Boston               | 8º posto in Alliance Premier League                                               |
| Dagenham               | Londra (Dagenham)    | 8º posto in Isthmian League Premier Division (ammesso in Alliance Premier League) |
| Dartford               | Dartford             | 1º posto in Southern League Southern Division (promosso)                          |
| Enfield                | Londra (Enfield)     | 2º posto in Isthmian League Premier Division (ammesso in Alliance Premier League) |
| Frickley Athletic      | South Elmsall        | 10º posto in Alliance Premier League                                              |
| Gravesend & Northfleet | Northfleet           | 15º posto in Alliance Premier League                                              |
| Kettering Town         | Kettering            | 2º posto in Alliance Premier League                                               |
| Leamington             | Leamington Spa       | 16º posto in Alliance Premier League                                              |
| Maidstone United       | Maidstone            | 7º posto in Alliance Premier League                                               |
| Northwich Victoria     | Northwich            | 4º posto in Alliance Premier League                                               |
| Runcorn                | Runcorn              | 1º posto in Northern Premier League (promosso)                                    |
| Scarborough            | Scarborough          | 3º posto in Alliance Premier League                                               |
| Stafford Rangers       | Stafford             | 11º posto in Alliance Premier League                                              |
| Telford United         | Telford              | 13º posto in Alliance Premier League                                              |
| Trowbridge Town        | Trowbridge           | 3º posto in Southern League Midland Division (ammesso in Alliance Premier League) |
| Weymouth               | Weymouth             | 5º posto in Alliance Premier League                                               |
| Worcester City         | Worcester            | 12º posto in Alliance Premier League                                              |
| Yeovil Town            | Yeovil               | 14º posto in Alliance Premier League                                              |

## Classifica finale
|  | Pos. | Squadra                | Pt | G  | V  | N  | P  | GF | GS  | DR  |
|  | ---- | ---------------------- | -- | -- | -- | -- | -- | -- | --- | --- |
|  | 1    | Runcorn                | 93 | 42 | 28 | 9  | 5  | 75 | 37  | +38 |
|  | 2    | Enfield                | 86 | 42 | 26 | 8  | 8  | 90 | 46  | +44 |
|  | 3    | Telford Utd            | 77 | 42 | 23 | 8  | 11 | 70 | 51  | +19 |
|  | 4    | Worcester City         | 71 | 42 | 21 | 8  | 13 | 70 | 60  | +10 |
|  | 5    | Dagenham               | 69 | 42 | 19 | 12 | 11 | 69 | 51  | +18 |
|  | 6    | Northwich Victoria     | 69 | 42 | 20 | 9  | 13 | 56 | 46  | +10 |
|  | 7    | Scarborough            | 68 | 42 | 19 | 11 | 12 | 65 | 52  | +13 |
|  | 8    | Barrow                 | 65 | 42 | 18 | 11 | 13 | 59 | 50  | +9  |
|  | 9    | Weymouth               | 63 | 42 | 18 | 9  | 15 | 56 | 47  | +9  |
|  | 10   | Boston Utd             | 62 | 42 | 17 | 11 | 14 | 61 | 57  | +4  |
|  | 11   | Altrincham             | 55 | 42 | 14 | 13 | 15 | 66 | 56  | +10 |
|  | 12   | Bath City              | 55 | 42 | 15 | 10 | 17 | 50 | 57  | -7  |
|  | 13   | Yeovil Town            | 53 | 42 | 14 | 11 | 17 | 56 | 68  | -12 |
|  | 14   | Stafford Rangers       | 52 | 42 | 12 | 16 | 14 | 48 | 47  | +1  |
|  | 15   | Frickley Athletic      | 52 | 42 | 14 | 10 | 18 | 47 | 60  | -13 |
|  | 16   | Maidstone Utd          | 48 | 42 | 11 | 15 | 16 | 55 | 59  | -4  |
|  | 17   | Trowbridge Town        | 47 | 42 | 12 | 11 | 19 | 38 | 54  | -16 |
|  | 18   | Barnet                 | 41 | 42 | 9  | 14 | 19 | 36 | 52  | -16 |
|  | 19   | Kettering Town         | 40 | 42 | 9  | 13 | 20 | 64 | 76  | -12 |
|  | 20   | Gravesend & Northfleet | 40 | 42 | 10 | 10 | 22 | 51 | 69  | -18 |
|  | 21   | Dartford               | 39 | 42 | 10 | 9  | 23 | 47 | 69  | -22 |
|  | 22   | Leamington             | 22 | 42 | 4  | 10 | 28 | 40 | 105 | -65 |

Legenda:
      Campione dell'Alliance Premier League 1981-1982.
      Ammesso al processo di elezione in Football League.
      Retrocesso in Southern League 1982-1983.
Regolamento:
Tre punti a vittoria, uno a pareggio, zero a sconfitta.
In caso di arrivo di due o più squadre a pari punti, la graduatoria viene stilata secondo i seguenti criteri:
- differenza reti
- maggior numero di gol segnati

Note:

Gravesend & Northfleet retrocesso in Southern League per peggior differenza reti rispetto all'ex aequo Kettering Town.

## Elezione in Football League
Il Runcorn, campione di lega e l'Enfield, 2º classificato, sono stati esclusi dal processo elettivo, in quanto sprovvisti dei requisiti richiesti dalla Football League. Al loro posto è così subentrato il Telford United, 3º classificato.
| Club              | Lega                    | Voti | Verdetto   |
| ----------------- | ----------------------- | ---- | ---------- |
| Northampton Town  | Fourth Division         | 53   | Rieletto   |
| Crewe Alexandra   | Fourth Division         | 50   | Rieletto   |
| Rochdale          | Fourth Division         | 48   | Rieletto   |
| Scunthorpe United | Fourth Division         | 48   | Rieletto   |
| Telford United    | Alliance Premier League | 15   | Non Eletto |